# Tetragnatha laboriosa
Espèce
Synonymes
- Tetragnatha illinoiensis Keyserling, 1879
- Tetragnatha alba F. O. Pickard-Cambridge, 1903
- Tetragnatha seydi Strand, 1908
- Tetragnatha insulata Hogg, 1913
- Tetragnatha bidens Mello-Leitão, 1943 nec F. O. Pickard-Cambridge, 1903
- Tetragnatha bidentata Roewer, 1951
- Tetragnatha numa Levi & Levi, 1955

Tetragnatha laboriosa est une espèce d'araignées aranéomorphes de la famille des Tetragnathidae.

## Distribution
Cette espèce se rencontre en Amérique de l'Alaska aux îles Malouines.

## Description

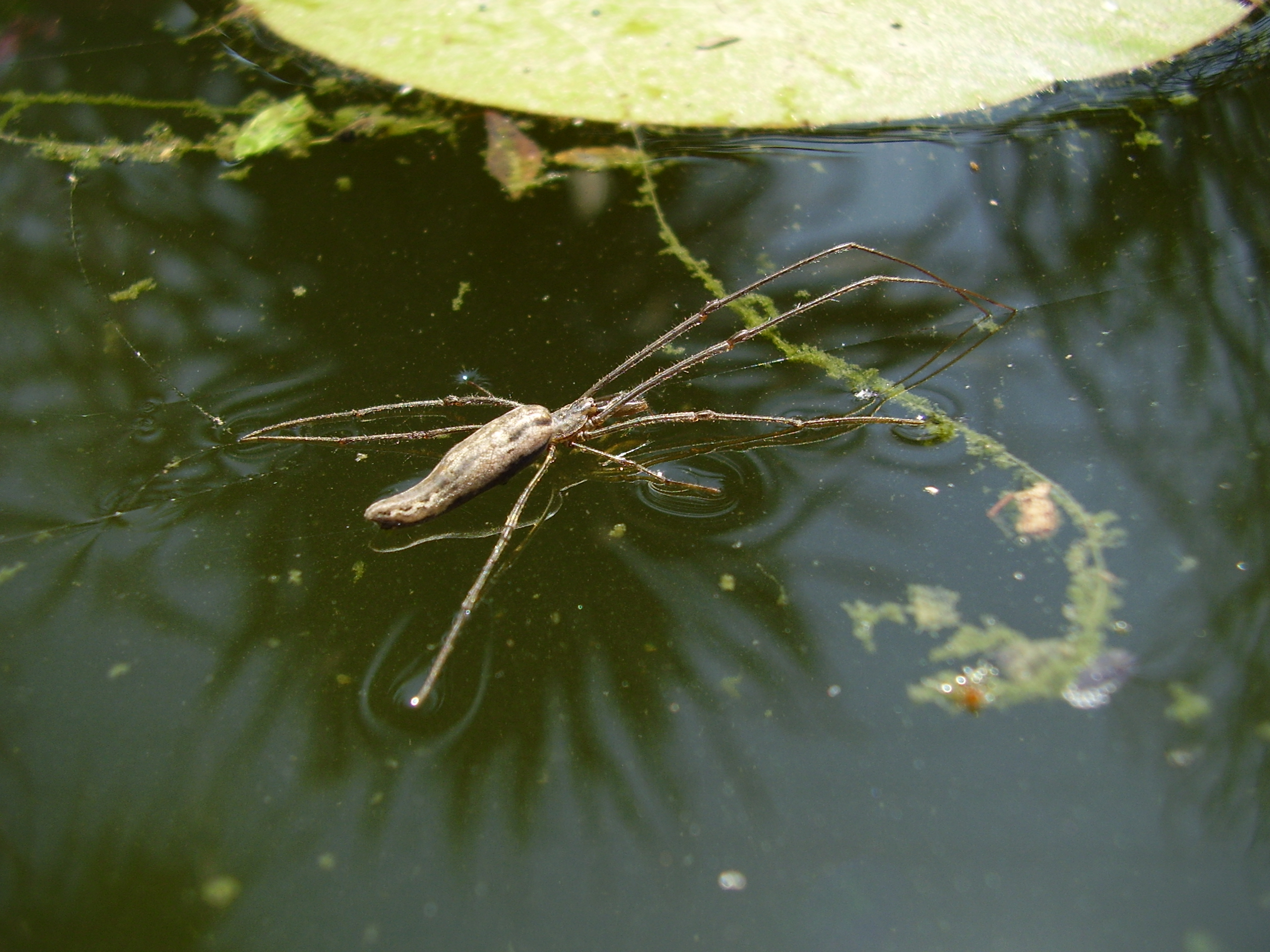
Tetragnatha laboriosa

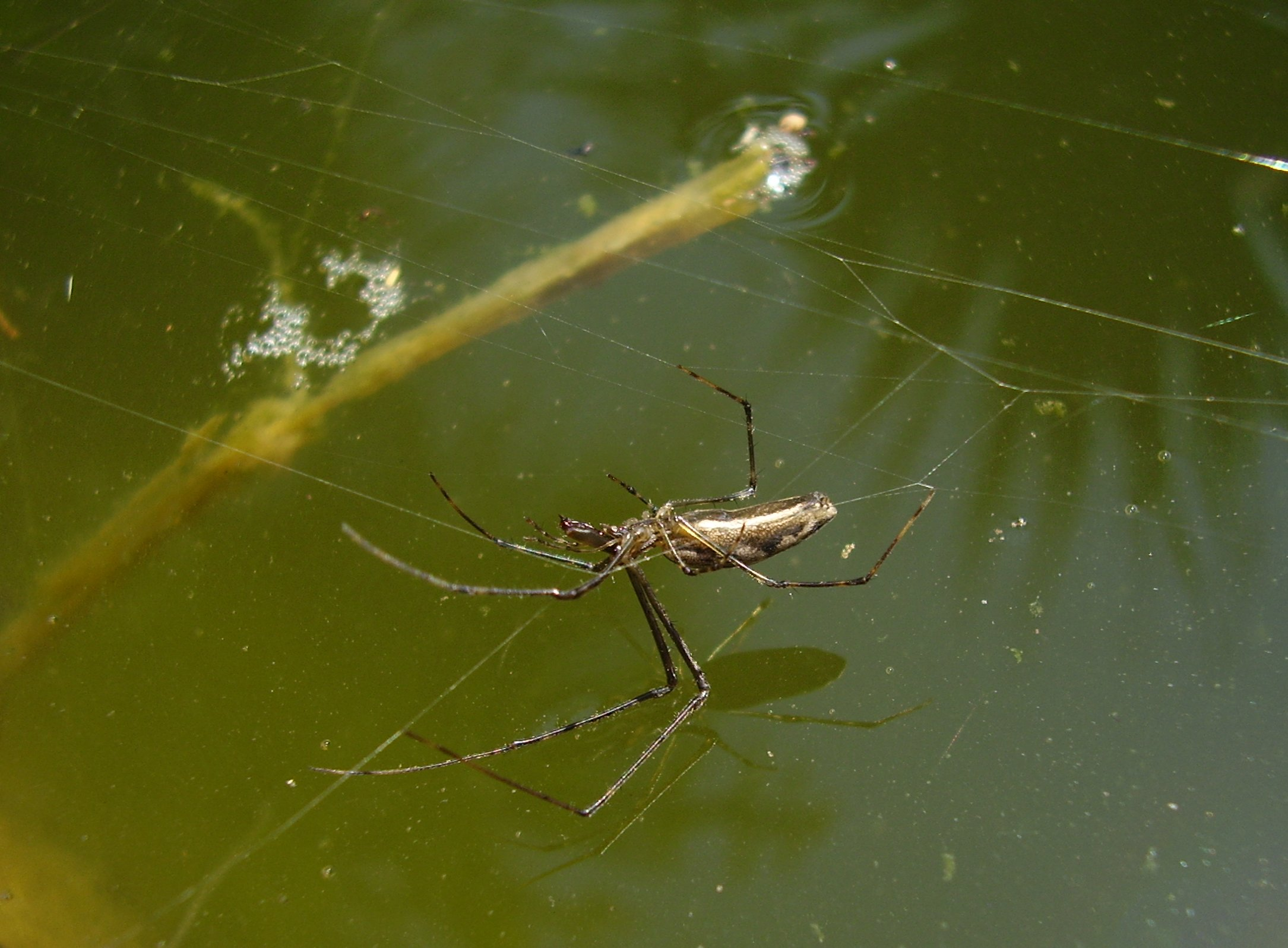
Tetragnatha laboriosa

Le mâle décrit par Castanheira et Baptista en 2021 mesure 5,37 mm et la femelle 7,81 mm, les mâles mesurent de 5,37 à 9,03 mm et les femelles de 7,81 à 11,46 mm.

## Publication originale
- Hentz, 1850 : « Descriptions and figures of the araneides of the United States. » Boston Journal of Natural History, vol. 6, p. 18-35 & 271-295.